# Bredbladet kæruld
Bredbladet Kæruld  (Eriophorum latifolium) er en plante i planteslægten Kæruld (Eriophorum) der er i halvgræsfamilien (Cyperaceae).
Bredbladet kærulds naturlige habitat strækker sig fra Europa til Kaukasus, Mongoliet og Nord Korea. Den vokser på våd, næringsfattig jordbund i kalkkær, og kær på brakvandsstrandenge. Bestanden i Danmark er i tilbagegang og den regnet som en truet art på den danske rødliste.